# Cornovi

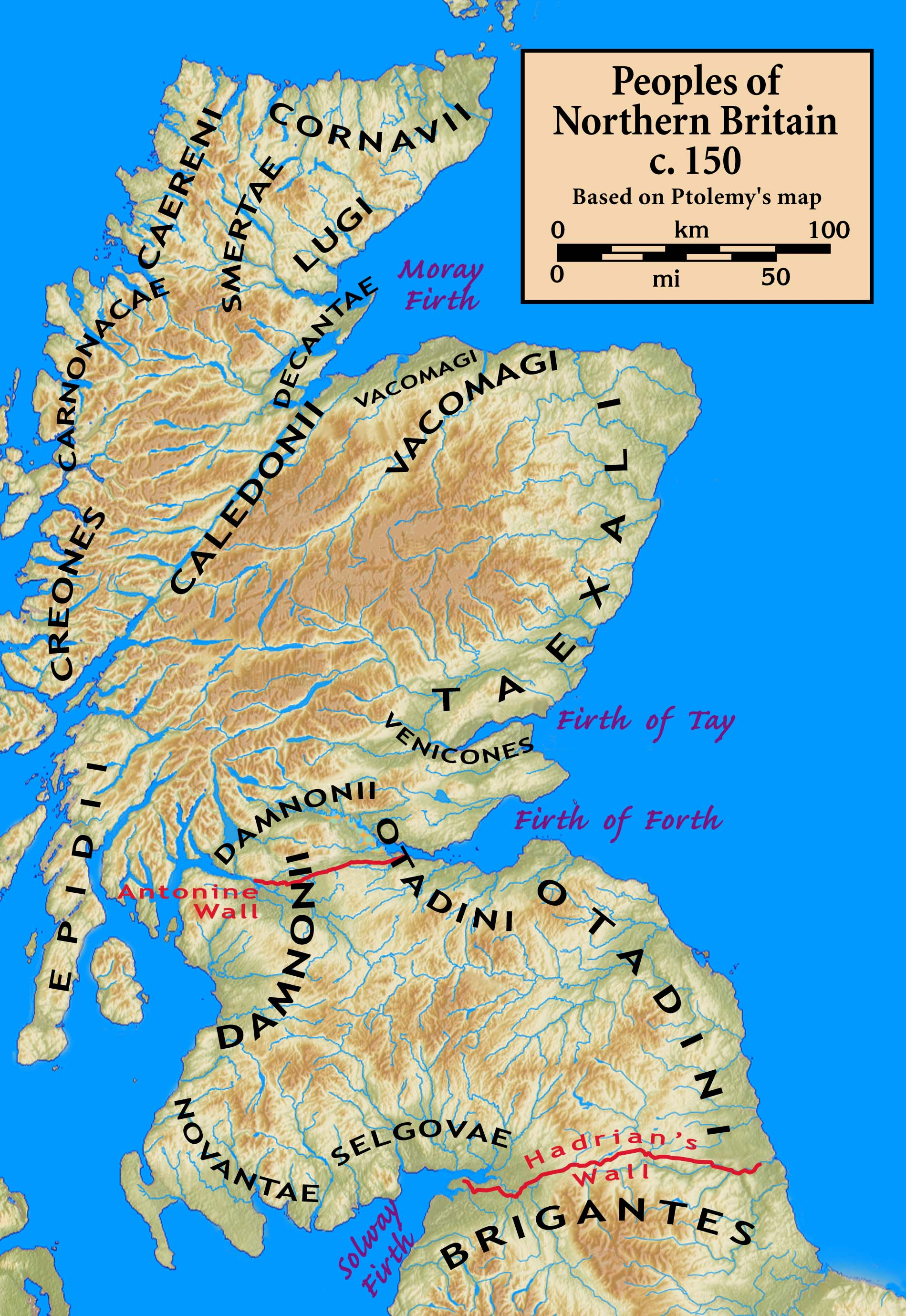
Ubicazione dei Cornovi nel Caithness

Con il nome di Cornovi (che potrebbe significare popolo del corno) erano indicate alcune tribù celtiche della Britannia. Il nome compare nelle fonti antiche in varie forme: Cornavii, Cornabii, e Curnavii. C'erano i Cornovi delle Midland, che si trovavano nell'area dell'odierno Shropshire. Nel II secolo d.C. Claudio Tolomeo nella sua Geografia menziona due delle loro città: Deva Victrix (oggi Chester) e Viroconium Cornoviorum (oggi Wroxeter), che era la loro capitale e probabilmente il quarto più grande insediamento romano in Britannia. C'erano poi i Cornovi del Caithness, ubicati nella Scozia settentrionale e noti solo da una menzione nella Geografia tolemaica. C'erano, infine, i Cornovi di Cornovaglia,  che appartenevano alla tribù dei Dumnoni, ubicati nella Britannia sud-occidentale. La loro esistenza si evince da un passo della Cosmografia ravennate del VII secolo, dove compare la parola purocoronavis, che viene considerata come un errore di trascrizione per durocornavis (o durocornovium), che significherebbe "fortezza dei Cornovi".

Territorio dei Cornovi delle Midland

## Storia
La Cosmografia ravennate (attorno al 700), fa riferimento a Purocoronavis (probabilmente forma corrotta per Durocornovium), un forte o un insediamento fortificato dei cornovi non meglio identificato ma che probabilmente potrebbe essere individuato in Tintagel o Carn Brea. Secondo il professor Philip Payton i cornovi facevano parte della più grande tribù dei dumnoni, il cui territorio comprendeva la Cornovaglia, il Devon, la parte occidentale del Somerset e forse alcune zone limitanee del Dorset. I cornovi erano così radicati nel loro territorio che questo, attorno al 700, è ricordato come Cornubia ("Corn" è un tipico elemento nell'inglese britannico per i toponimi: letteralmente significa corno, ma in questo contesto sta per penisola). Il nome originario del territorio era Cerniw e il suffisso wealas viene da una parola anglosassone che significa "straniero" (utilizzata anche per i gallesi): quindi gli anglosassoni con la parola Corn-wealas indicavano gli stranieri del corno (penisola).
Anche coloro che vivevano nel nord della Gran Bretagna (odierna area di Caithness), e nelle Midlands occidentali (a nord-ovest dello Staffordshire e a nord-est del Shropshire) erano conosciuti col nome di cornovi. Nel 1973 lo storico dell'Università di Oxford John Morris avanzò la teoria che i cornovi dalle Midland occidentali fossero migrati in Cornovaglia attorno al 460. Tuttavia non esistono prove di prima mano che siano esistite una relazione o una qualche forma di contatto tra questi due popoli, al di là dello stesso nome
Philip Payton, nel suo "Cornwall - A History" sostiene invece che i cornovi ubicati a ovest del fiume Tamar fossero un popolo indigeno da quello che portava lo stesso nome e che era ubicato nelle Midland e a Caithness.
I cornovi costruirono molte fortezze collinari, tra cui: Titterstone Clee Hill e forse Old Oswestry. Una di queste fortezze, secondo lo storico Tacito, sarebbe stato l'ultimo rifugio del capo britannico Carataco nel 50 d.C., leader della resistenza anti-romana.
L'allevamento e soprattutto il controllo delle saline del Cheshire meridionale, che li inseriva in una rete di scambi commerciali, diedero loro una certa ricchezza. Tuttavia, la loro economia era principalmente pastorale. Sin dalla prima Età del ferro ebbero delle strade pavimentate e semi-pavimentate, che permisero a questo popolo di far viaggiare abbastanza facilmente i suoi famosi carri. Dalle fonti romane sembra di poter dedurre che fossero un popolo abbastanza sofisticato, esperto nell'arte tessile e amante dei colori luminosi.
Dopo l'occupazione romana, le terre del cornovi divennero centro di operazioni militari ed economiche. Viroconium Cornoviorum divenne una delle città più importanti della Britannia romana, in cui, per un certo periodo, fu acquartierata la XIV legione. I romani sfruttarono metalli come il rame e l'argento. E alcuni 
di loro servirono come legionari.
Con la fine della dominazione romana (attorno al 410) si ritiene che Viroconium sia divenuta un centro della resistenza britannica all'invasione anglosassone (secondo alcuni fu usata da re Artù). Un manoscritto del X secolo ricorda che attorno al 493 Viroconium fu occupato da Owain Ddantgwyn, un sovrano e importante signore della guerra del tardo V secolo, che, stando a prove storiche contemporanee, fu realmente conosciuto con il nome di Artù.
Quest'area cadde poi sotto il controllo del regno del Pengwern, che dal 642 fu progressivamente conquistato dal regno di Mercia. Ed è possibile che il locale popolo dei cornovi abbia continuato a vivere nell'area, forse a
Wrekensaete, sotto il dominio merciano.